# Partida del Burgaret
El Burgaret és una partida de terra del terme municipal de Reus, a la comarca catalana del Baix Camp. També se'n diu Brugaret.
És una partida gran i molt poblada, amb masos importants, com ara el del Ganset, de Bofill, del Caixés, del Nomdedéu i del Clariana, i on se segueix l'activitat agrícola de manera important. Queda limitada a l'oest pel Barranc del Cementiri, que la separa de la Partida de Rojals, i a l'est per la Riera de la Quadra, que la separa de la Grassa. Al nord, el Camí de Valls li fa de frontera amb Montoliu, i al sud té el Camí de Constantí, a l'altre cantó del qual s'entra a la partida de Quart.